# Massimo Dutti

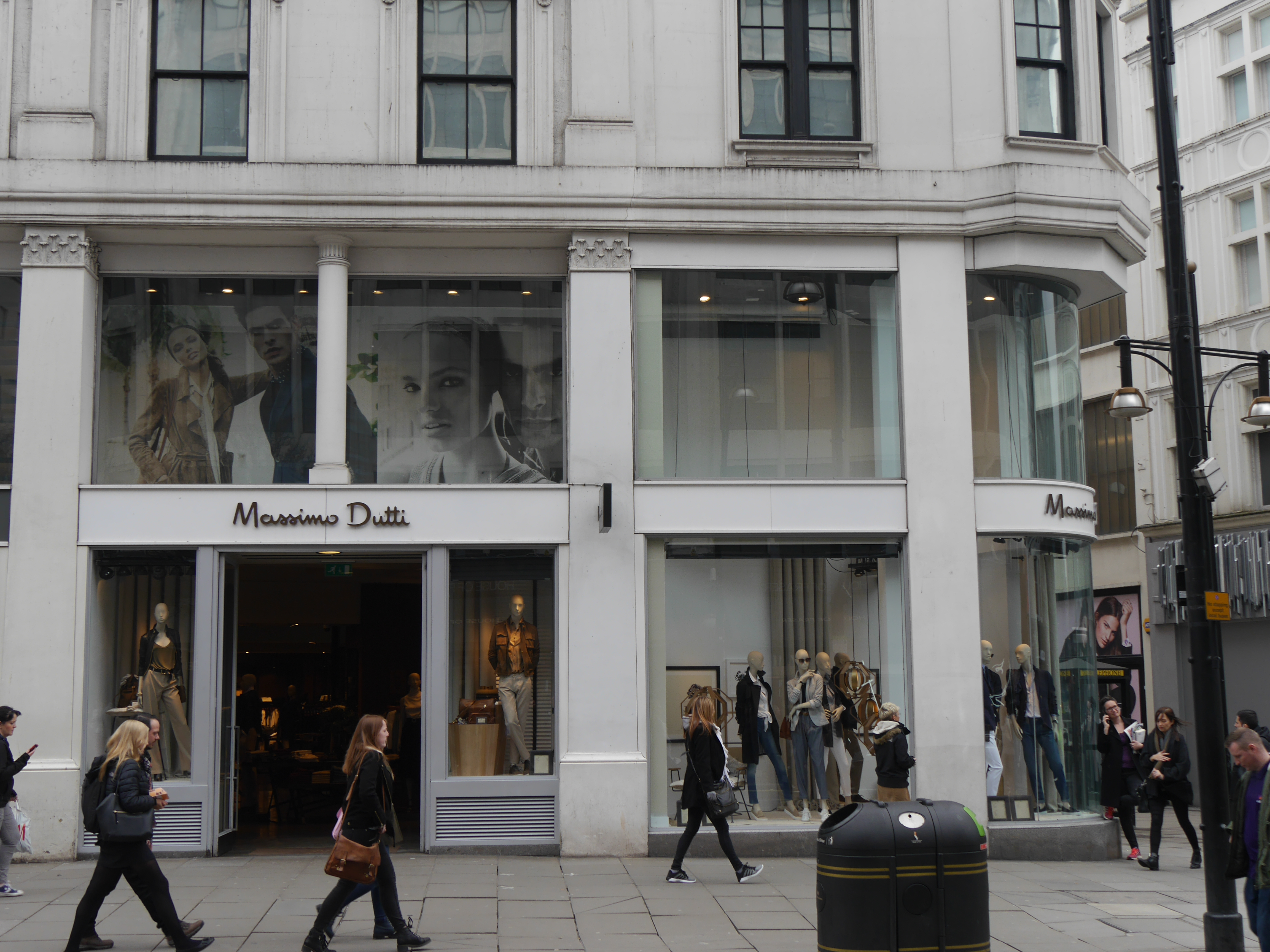
Sklep Massimo Dutti, Oxford Street, Londyn

Massimo Dutti – marka odzieżowa powstała w 1985 roku, od 1991 roku jest częścią Inditex Group. Obecnie posiada ponad 643 sklepy na ponad 78 rynkach. Skierowana jest do niezależnych i określanych mianem "cosmopolitan" kobiet i mężczyzn. Pierwszy salon Massimo Dutti w Polsce powstał w Warszawie w 2008 roku. Siedziba firmy znajduje się w Arteixo.
Początkowo marka skierowana była do mężczyzn. W 1995 roku wprowadzono modę dla kobiet we wszystkich wymiarach: od wyrafinowanej linii miejskiej po kolekcje nieformalne. W takich warunkach Massimo Dutti konsoliduje się na wszystkich poziomach jako grupa w trakcie wzrostu na poziomie krajowym i międzynarodowym z zatrudnieniem, które obecnie przekracza liczbę 10 000 pracowników. W roku 2003 Massimo Dutti wprowadził modę dla dzieci pod nazwą handlową Massimo Dutti Boys & Girls. Linia ta wprowadzana jest stopniowo do sklepów na różnych rynkach, w ilości zależnej od wielkości danego sklepu. W całości, od września 2006 roku, Massimo Dutti projektuje i prowadzi sprzedaż następujących linii:
- Kobiety: Odzież damska, dodatki, zapachy
- Mężczyźni: Odzież męska, dodatki, szycie na miarę, zapachy
- Dzieci: Boys & Girls